# 사마르주

사마르주 위치지도

사마르주(영어: Province of Samar, 타갈로그어: Lalawigan ng Samar)는 필리핀 동비사야스 지방에 속한 주로 주도는 카트발로간이며 인구는 780,481명(2015년 기준), 면적은 6,048.0 km2이다. 사마르섬 서부에 위치한다.

## 지리
북쪽으로는 북사마르주, 동쪽으로는 동사마르주와 접한다. 서쪽에 위치한 레이테주와는 산후아니코 해협에 세워진 산후아니코 교로 연결되어 있으며 남쪽으로는 레이테만과 접한다.

## 역사
사마르주는 1768년 레이테주에서 분리되어 신설되었으며 1965년 사마르주가 서사마르주와 동사마르주, 북사마르주로 분리되면서 주 이름도 서사마르 주(Province of Western Samar)로 변경된다. 그 후 1969년에 주 이름을 사마르주로 변경하였다.

## 행정구역

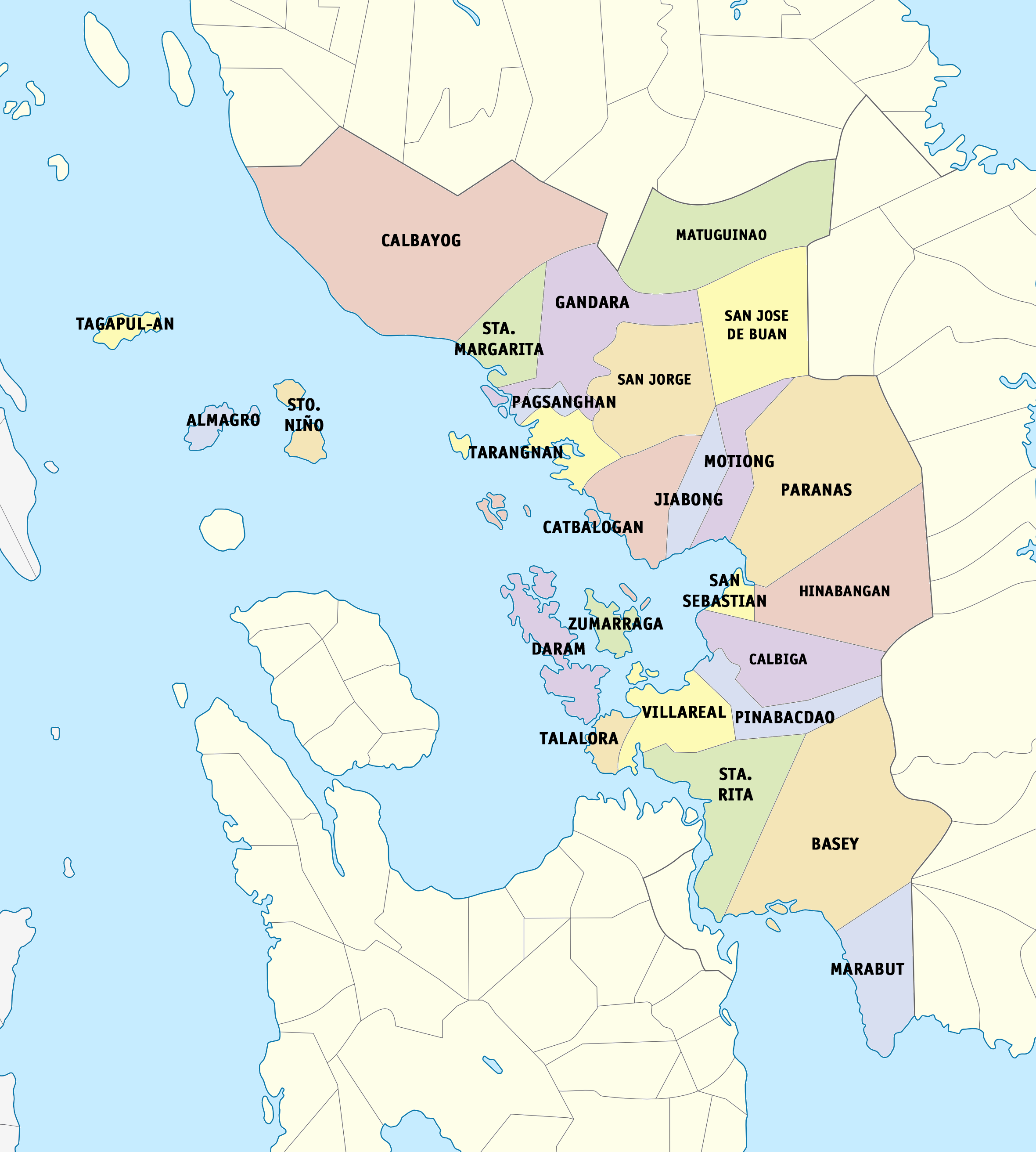
사마르주 지도

사마르주는 2개의 시(Component cities)와 24개 기초자치 단체(Municipalities)로 이루어진다.

### 주요 도시
주도는 카트바로간이다. 사마르주에서 가장 큰 도시는 북쪽의 북사마르주 경계 부근의 칼바요그이다.

### 자치체
1. 알마그로
2. 바세이
3. 칼비가
4. 다람
5. 간다라
6. 히나방안
7. 히아봉
8. 마라부트
9. 마투기나오
10. 모티옹
11. 파그상한
12. 파라나스
13. 피나박다오
14. 산호르헤
15. 산호세데부안
16. 산세바스티안
17. 산타마가리타
18. 산타리타
19. 산토니뇨
20. 타가풀란
21. 탈랄로라
22. 타랑난
23. 빌랴레알
24. 수마라가

## 인구
| 연도                                    | 인구    | ±% p.a. |
| --------------------------------------- | ------- | ------- |
| 1903                                    | 118,912 | —       |
| 1918                                    | 168,668 | +2.36%  |
| 1939                                    | 236,909 | +1.63%  |
| 1948                                    | 331,521 | +3.80%  |
| 1960                                    | 368,823 | +0.89%  |
| 1970                                    | 442,244 | +1.83%  |
| 1975                                    | 478,378 | +1.59%  |
| 1980                                    | 501,439 | +0.95%  |
| 1990                                    | 533,733 | +0.63%  |
| 1995                                    | 589,373 | +1.88%  |
| 2000                                    | 641,124 | +1.82%  |
| 2007                                    | 695,149 | +1.12%  |
| 2010                                    | 733,377 | +1.97%  |
| 2015                                    | 780,481 | +1.19%  |
| 2020                                    | 793,183 | +0.32%  |
| Source: Philippine Statistics Authority |         |         |